# Percy Courtman
Percy Courtman (Chorlton-cum-Hardy, Anglaterra, 14 de maig de 1888 – Neuville-Bourjonval, França, 2 de juny de 1917) va ser un nedador anglès que va competir a començaments del segle xx.
El 1908 va prendre part en els Jocs Olímpics de Londres, on disputà, sense sort, la prova dels 200 metres braça del programa de natació. Quatre anys més tard, als Jocs d'Estocolm, disputà dues proves del programa de natació. En la prova dels 200 metres braça finalitzà en quarta posició, mentre en els 400 metres braça guanyà la medalla de bronze.
Morí al camp de batalla durant la Primera Guerra Mundial.